# Diskografija Franka Zappe
Diskografija američkog glazbenika, skladatelja i autora glazbe, Franka Zappe. Zappa je u svojoj velikoj glazbenoj karijeri napisao 57 autorskih albuma i sudjelovao je na brojnim drugim projektima. Poslije njegove smrti objavljeno je još 18 njegovih albuma, pa se tako konačni broj završava na 75.

## Autorski albumi
- Freak Out! (27. lipnja 1966.), US #130
- Absolutely Free (26. svibnja 1967.), US #41
- We're Only in It for the Money (siječanj 1968.), US #30
- Lumpy Gravy (svibanj 1968.), US #159
- Cruising with Ruben & the Jets (2. prosinca 1968.), US #110
- Uncle Meat (travanj 1969.), US #43
- Hot Rats (listopad 1969.), US #173
- Burnt Weeny Sandwich (veljača 1970.), US #94
- Weasels Ripped My Flesh (10. kolovoza 1970.), US #189
- Chunga's Revenge (listopad 1970.), US #119
- Fillmore East – June 1971 (kolovoz 1971.), US #38
- 200 Motels (listopad 1971.), US #59
- Just Another Band from L.A. (ožujak 1972.), US #85
- Waka/Jawaka (srpanj 1972.), US #152
- The Grand Wazoo (studeni 1972.)
- Over-Nite Sensation (rujan 1973.), US #32
- Apostrophe (') (ožujak 1974.), US #10
- Roxy & Elsewhere (rujan 1974.), US #27
- One Size Fits All (lipanj 1975.), US #26
- Bongo Fury (listopad 1975.), US #66
- Zoot Allures (listopad 1976.), US #71
- Zappa in New York (ožujak 1978.), US #57
- Studio Tan (rujan 1978.), US #147
- Sleep Dirt (siječanj 1979.), US #175
- Sheik Yerbouti (ožujak 1979.), US #21
- Orchestral Favorites (svibanj 1979.), US #168
- Joe's Garage (rujan 1979.), US #27
- Tinsel Town Rebellion (11. svibnja 1981.), US #66
- Shut Up 'n Play Yer Guitar (svibanj 1981.)
- You Are What You Is (rujan 1981.), US #93
- Ship Arriving Too Late to Save a Drowning Witch (svibanj 1982.), US #23
- The Man From Utopia (ožujak 1983.), US #153
- Baby Snakes (ožujak 1983.)
- London Symphony Orchestra, Vol. 1 (lipanj 1983.)
- Boulez Conducts Zappa: The Perfect Stranger (kolovoz 1984.)
- Them or Us (18. listopada 1984.)
- Thing-Fish (studeni 1984.)
- Francesco Zappa (studeni 1984.)
- The Old Masters Box One (travanj 1985.)
- Frank Zappa Meets the Mothers of Prevention (21. studenog1985.), US #153
- Does Humor Belong in Music? (siječanj 1986.)
- The Old Masters Box Two (studeni 1986.)
- Jazz from Hell (studeni 1986.)
- London Symphony Orchestra, Vol. 2 (17. rujna 1987.)
- The Old Masters Box Three (prosinac 1987.)
- Guitar (travanj 1988.)
- You Can't Do That on Stage Anymore, Vol. 1 (svibanj 1988.)
- You Can't Do That on Stage Anymore, Vol. 2 (listopad 1988.)
- Broadway the Hard Way (14. listopada 1988.)
- You Can't Do That on Stage Anymore, Vol. 3 (studeni 1989.)
- The Best Band You Never Heard in Your Life (travanj 1991.)
- You Can't Do That on Stage Anymore, Vol. 4 (14. lipnja 1991.)
- Make a Jazz Noise Here (lipanj 1991.)
- Beat the Boots (srpanj 1991.), 8 CD diskova (box pakovanje):
  - As an Am (snimano 1981 – 1982.)
  - The Ark (snimano 1969.)
  - Freaks & Motherfu*#@%! (snimano 1970.)
  - Unmitigated Audacity (snimano 1974.)
  - Anyway the Wind Blows (2 diska) (snimano 1979.)
  - 'Tis the Season to Be Jelly (snimano 1967.)
  - Saarbrucken 1978 (snimano 1978.)
  - Piquantique (snimano 1973.)
- Beat the Boots II (lipanj 1992.), 8 CD diskova (box pakovanje):
  - Disconnected Synapses (snimano 1970.)
  - Tengo Na Minchia Tanta (snimano 1970.)
  - Electric Aunt Jemima (snimano 1968.)
  - At the Circus (snimano 1978.)
  - Swiss Cheese/Fire! (2 diska) (snimano 1971.)
  - Our Man in Nirvana (snimano 1968.)
  - Conceptual Continuity (snimano 1976.)
- You Can't Do That on Stage Anymore, Vol. 5 (srpanj 1992.)
- You Can't Do That on Stage Anymore, Vol. 6 (srpanj 1992.)
- Playground Psychotics (listopad 1992.)
- Ahead of Their Time (ožujak 1993.)
- The Yellow Shark (u suradnji s "Ensemble Modernom") (studeni 1993.), US #2

## Postumna izdanja
- Civilization Phaze III (prosinac 1994.)
- The Lost Episodes (veljača 1996.)
- Läther (rujan 1996.)
- Frank Zappa Plays the Music of Frank Zappa: A Memorial Tribute (listopad 1996.)
- Have I Offended Someone? (travanj 1997.)
- Mystery Disc (rujan 1998.)
- Everything Is Healing Nicely (prosinac 1999.)
- FZ:OZ (16. kolovoza 2002.)
- Halloween (4. veljače 2003.)
- Joe's Corsage (30. svibnja 2004.)
- QuAUDIOPHILIAc (14. rujna 2004.)
- Joe's Domage (1. listopada 2004.)
- Joe's XMASage (21. prosinca 2005.)
- Imaginary Diseases  (13. siječnja 2006.)
- Trance-Fusion (24. listopada 2006.)
- The Making Of Freak Out! Project/Object (5. prosinca 2006.)
- The Making Of Freak Out! Project/Object (deluxe) (12. prosinca 2006.)
- The Frank Zappa AAAFNRAA Birthday Bundle (15. prosinca 2006. (iTunes jedini)
- Buffalo (1. travnja 2007.)
- The Dub Room Special (24. kolovoza 2007.)
- Wazoo (30. listopada 2007.)

## Kompilacije
- Mothermania: The Best of the Mothers (ožujak 1969.)
- The **** of the Mothers (13. listopada 1969.)
- The Mothers of Invention (20. srpnja 1970.)
- Worst of the Mothers (15. ožujka 1969.)
- The Guitar World According to Frank Zappa (lipanj 1987.)
- Cucamonga Years (10. prosinca 1991.)
- Strictly Commercial (kolovoz 1995.)
- Strictly Genteel (svibanj 1997.)
- Cucamonga (24. veljače 1998.)
- Cheap Thrills (travanj 1998.)
- Son of Cheep Thrills (travanj 1999.)
- The Secret Jewel Box: Archives Vol. 2. FZ Original Recordings (prosinac 2001.)
- Greggery Peccary & Other Persuasions (srpanj & prosinac 2002.)

## Knjige i počasni albumi
- King Kong: Jean-Luc Ponty Plays the Music of Frank Zappa (Jean-Luc Ponty) (1970.)
- The BRT Big Band Plays Frank Zappa (BRT Big Band) (1990.)
- Yahozna Plays Zappa (Yahonza) (1992.)
- Zappa's Universe—A Celebration of 25 Years of Frank Zappa's Music (Joel Thome/Orchestra of Our Time)(1993.)
- Harmonia Meets Zappa (Harmonia Ensemble) (1994.)
- Music by Frank Zappa (Omnibus Wind Ensemble) (1995.)
- Frankincense: The Muffin Men Play Zappa  (Muffin Men)  (1997.)
- Plays The Music of Frank Zappa (The Ed Palermo Big Band) (1997.)
- Dischordancies Abundant (CoCö Anderson) (1997.)
- Frankly A Cappella (The Persuasions) (2000.)
- The Zappa Album  (Ensemble Ambrosius)  (2000.)
- Bohuslän Big Band plays Frank Zappa (Bohuslän Big Band) (2000.)
- Zappa Picks by Jon Fishman of Phish (listopad 2002.)
- Zappa Picks by Larry LaLonde of Primus (listopad 2002.)
- Zappa: Greggery Peccary & Other Persuasions (Ensemble Modern) (2003.)
- UMO Jazz Orchestra: UMO plays Frank Zappa feat. Marzi Nyman (2003.)
- Lemme Take You To The Beach: Surf Instrumental Bands playing the music of Zappa (Cordelia Records) (2005.)
- Take Your Clothes Off When You Dance (The Ed Palermo Big Band) (2006.)

## Singlovi
| Godina | Skladba                              | Mjesto na top listi           | Mjesto na top listi                                | Mjesto na top listi | Album                                           |
| Godina | Skladba                              | Billboard Hot 100\|US Hot 100 | Mainstream Rock Tracks chart\|US Main- stream Rock | UK Singles Chart    | Album                                           |
| ------ | ------------------------------------ | ----------------------------- | -------------------------------------------------- | ------------------- | ----------------------------------------------- |
| 1966.  | "Trouble Every Day"                  | -                             | -                                                  | -                   | Freak Out!                                      |
| 1966.  | "Who Are The Brain Police?"          | -                             | -                                                  | -                   | Freak Out!                                      |
| 1967.  | "Big Leg Emma"                       | -                             | -                                                  | -                   | single only                                     |
| 1969.  | "Peaches en Regalia"                 | -                             | -                                                  | -                   | Hot Rats                                        |
| 1970.  | "Tell Me You Love Me"                | -                             | -                                                  | -                   | Chunga's Revenge                                |
| 1973.  | "I Am The Slime"                     | -                             | -                                                  | -                   | Over-nite Sensation                             |
| 1974.  | "Don't Eat The Yellow Snow"          | 86                            | -                                                  | -                   | Apostrophe                                      |
| 1979.  | "Dancin' Fool"                       | 45                            | -                                                  | -                   | Sheik Yerbouti                                  |
| 1979.  | "Bobby Brown Goes Down"              | -                             | -                                                  | -                   | Sheik Yerbouti                                  |
| 1980.  | "I Don't Wanna Get Drafted!"         | -                             | -                                                  | -                   | single only                                     |
| 1982.  | "Valley Girl"                        | 32                            | -                                                  | -                   | Ship Arriving Too Late To Save a Drowning Witch |
| 1984.  | "In France"                          | -                             | -                                                  | -                   | Them Or Us                                      |
| 1988.  | "Sexual Harassment In The Workplace" | -                             | -                                                  | -                   | Guitar                                          |
| 1988.  | "Zomby Woof"                         | -                             | -                                                  | -                   | You Can't Do That On Stage Anymore, Vol. 1      |

## Vanjske poveznice
- Službene internet stranice Frank Zappae
- Diskografija na lyricsu